# Fri association
Fri association är en psykologisk metod inom psykoanalysen att ställa diagnos i terapeutiska syfte. Metoden utvecklades under 1890-talet av Sigmund Freud i sitt arbete med hysteriska kvinnor, efter Freuds mentor Josef Breuer metod för hypnos. Personen som behandlas får för analytikern berätta allt vad personen tänker på, även om de verkar irrelevanta. Ordassociationstest, utvecklat av Carl Jung, är idag väl använt inom klinisk psykologi. Här får personen en lista med ord samtidigt som fysiologiska reaktioner registreras för att ta reda på omedvetna känslor & minnen med mera. Den fria associationen innebär också att terapeuten själv skapar innehåll i det patienten uttrycker.   